# 胡海清
胡海清（1973年12月—），江苏省泰縣（今属泰州市）人，祖籍安徽绩溪，前中共中央总书记胡锦涛的女儿。

## 经历
1988年至1993年，胡海清就读于清华大学热能工程系空调专业，不仅学习好，而且为人随和、低调，在校期间跟另外四个同学住一间学生寝室，周末骑一辆旧自行车回家看父母。四年大学期间，没有人知道她的家庭背景。毕业后，胡海清顺应当时的出国留学潮提出出国攻读MBA，父亲胡锦涛坚决不让，最终终归没能说服她，到清华大学旗下的企业清华同方工作。半年后，她借单位外派的机会，瞒着家人前往比利时攻读MBA。三个月后，胡锦涛得知消息，大发雷霆，胡海清不得不回国。1995年，胡海清在位于上海的中欧国际工商学院完成MBA课程，拿到工商管理硕士学位。 
1998年，26岁胡海清与35岁的茅道临相识。由于担心父亲过多干涉感情生活，她没有向家人公开恋情。茅道临是海归商人，他为胡海清指引了一条发财之道，要她去承包哈尔滨医科大学附属医院，并拿出1亿人民币给胡海清运作这件事。当时哈医大院方并不想承包，但迫于黑龙江省省长田凤山压力，被迫同意承包。田凤山主动打电话给三家国有银行，要求贷款5亿人民币给胡海清。前哈医大校长金铮认为承包哈医大附属医院对胡锦涛的影响不好，于是找到了曾任哈尔滨市长的时任中共中央政治局常委、中央纪委书记尉健行，将这件事转告了胡锦涛。胡锦涛勒令胡海清退出，并批评田凤山，医院承包的计划中断。田凤山于2003年10月在担任国土资源部部长时被双规。 
2003年，茅道临辞去新浪CEO职务。胡海清之后与茅道临远走美国，两人同年3月在夏威夷举行了婚礼，过上隐居生活。此后，胡锦涛屡次要求他们回国，都遭到拒绝。

## 家族
- 丈夫：茅道临（1963年1月10日－），曾任新浪网CEO。
- 父亲：胡锦涛（1942年12月20日－），前中共中央总书记、前中华人民共和国主席。
- 母亲：刘永清（1940年10月3日 －）。
  - 哥哥：胡海峰（1972年11月 －）。现任中华人民共和国民政部副部长。